# Янг (остров)
Янг — самый северный и самый западный из трёх основных островов в необитаемой группе островов Баллени, расположенной в Южном океане. Он находится в 8 километрах к северо-западу от острова Бакл, примерно в 115 километрах к северо-северо-востоку от мыса Белоусова на материковой части Антарктиды.
Остров примерно полуовальный по форме, с длинным прямым восточным побережьем и изогнутым западным побережьем, встречающимся на мысе Скорсби на юге и мыс Эллсуорт на севере. Расстояние между этими двумя накидками составляет 19 морских миль (22 мили), а на самом широком острове — 4 морских мили (4,6 мили). Остров вулканический, с активными фумаролами и высотой 1340 метров. Он полностью покрыт снегом. Взрывное извержение VEI-7 произошло от Южного острова 1 700 000 лет назад.
Несколько небольших островков лежат в канале, разделяющем мыс Скорсби и остров Бакл, самым крупным из которых является остров Боррадейл. Несколько морских стеков лежат на северной оконечности острова. Они известны как скалистые скалы.
Остров является частью Зависимой территории Росса, на которую претендует Новая Зеландия (см. Территориальные претензии в Антарктике).